# Rode poes
Rode poes is een artistiek kunstwerk in Amsterdam-Zuidoost.
De poes is ontworpen als speeltoestel op een speelplaats tussen de flatgebouwen Fleerde en Frissenstein. De ontwerper en jaar van maak zijn onbekend, maar het beeld zou er al voor de (gedeeltelijke) afbraak van de flats in 1997/1998 hebben gestaan. De kat liep toen gevaar en werd door het stadsdeel Zuidoost verplaatst naar eenzelfde plek, maar dan bij Florijn. Wanneer ook dat flatgebouw rigoureus wordt gerenoveerd, verhuist het speeltoestel naar Gein. Een actieve buurtbewoonster en andere bewoners waren het daarmee niet eens en zonden een bezwaarschrift naar de stadsdeelraad. Zij vonden dat het beeld thuishoorde in de F-buurt. De stadsdeelraad ging overstag en zocht naar een geschikte plek, ook werd het speeltoestel gerestaureerd, maar niet meer als zodanig ingezet. Een nieuwe plek werd gevonden nabij de kruising tussen de Gooiseweg en Bijlmerdreef. Bij die kruising is ook een straat die de F-buurt in gaat. De rode poes wordt gezien als waker van de toegang.
De bewoners van Gein zaten niet lang zonder poes; zij kregen een blauwe poes, staande op het Jan Nautahof, wel op een speelplaatsje.      

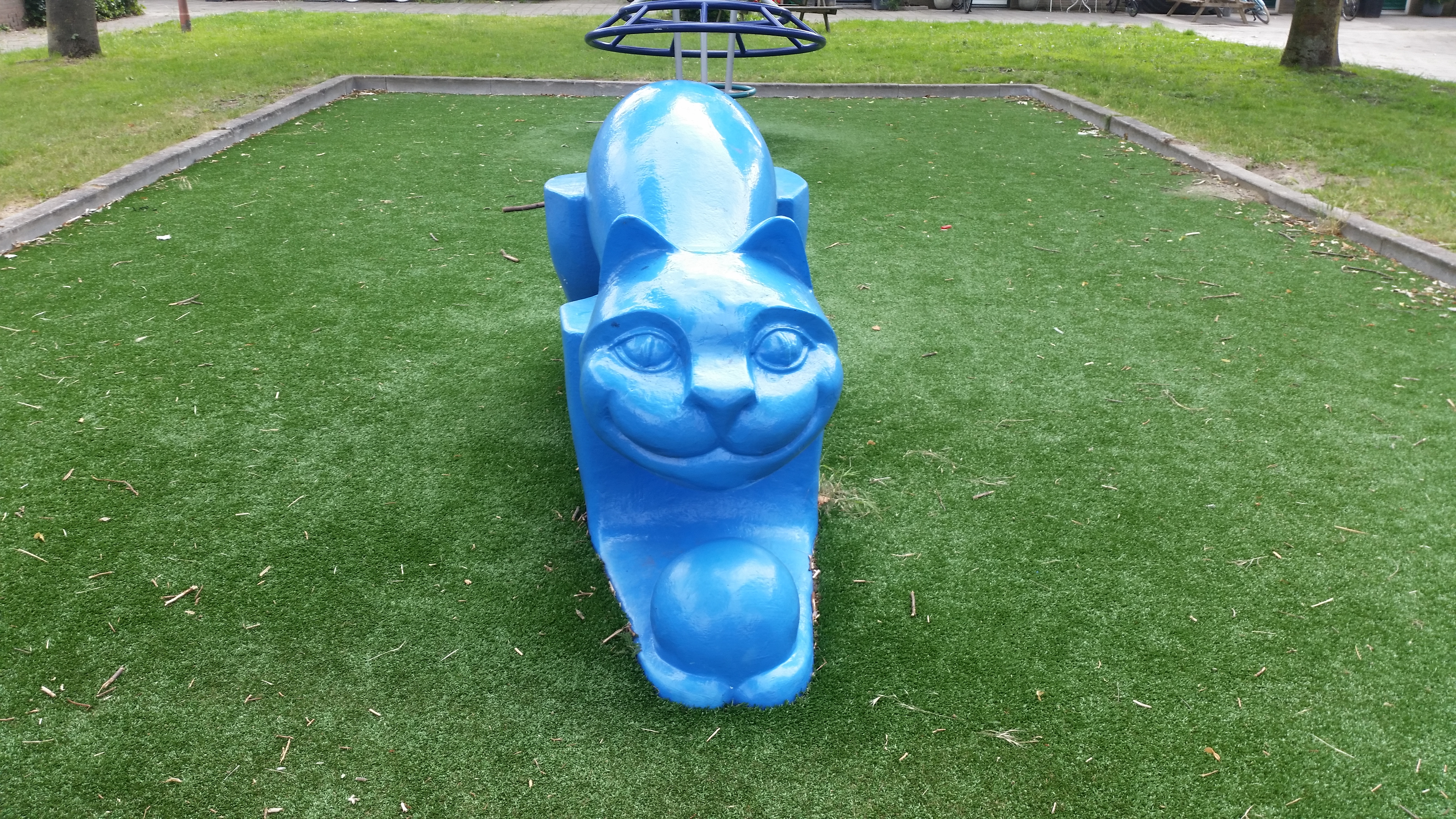
Blauwe poes (juni 2020)